# Гилл, Энди
Энди Гилл (англ. Andy Gill, 1 января 1956, Манчестер, Ланкашир, Англия — 1 февраля 2020) — английский рок-музыкант и продюсер, наибольшую известность получивший как основатель и гитарист Gang of Four, коллектива, признанного одним из самых влиятельных в пост-панке конца 1970-х годов. Своеобразный, отрывистый и резкий стиль игры на гитаре Гилла во многом сформировал звучание первых альбомов группы (Entertainment!, 1979; Solid Gold, 1980) и хит-синглов: «At Home He’s a Tourist», «Damaged Goods», «Anthrax», «What We All Want», «I Love a Man in Uniform».
Гилл, кроме того, известен как студийный продюсер: он записал бо́льшую часть альбомов Gang of Four (включая недавний релиз, 2005 года), а также пластинки многих других исполнителей, включая Red Hot Chili Peppers, The Jesus Lizard, The Stranglers, The Futureheads, Майкла Хатченса, Killing Joke, Polysics, Therapy? и The Young Knives.

## Дискография
- Entertainment! (1979)
- Solid Gold (1980)
- Songs of the Free (1982)
- Hard (1983)
- Mall (1991)
- Shrinkwrapped (1995)[5]

## Интересные факты
- Энди Гилл — один из немногих, кто использовал достаточно дорогие микрофоны JZ Microphones.